# Calycopis
Calycopis là một chi bướm ngày thuộc họ Lycaenidae.

## Tham khảo

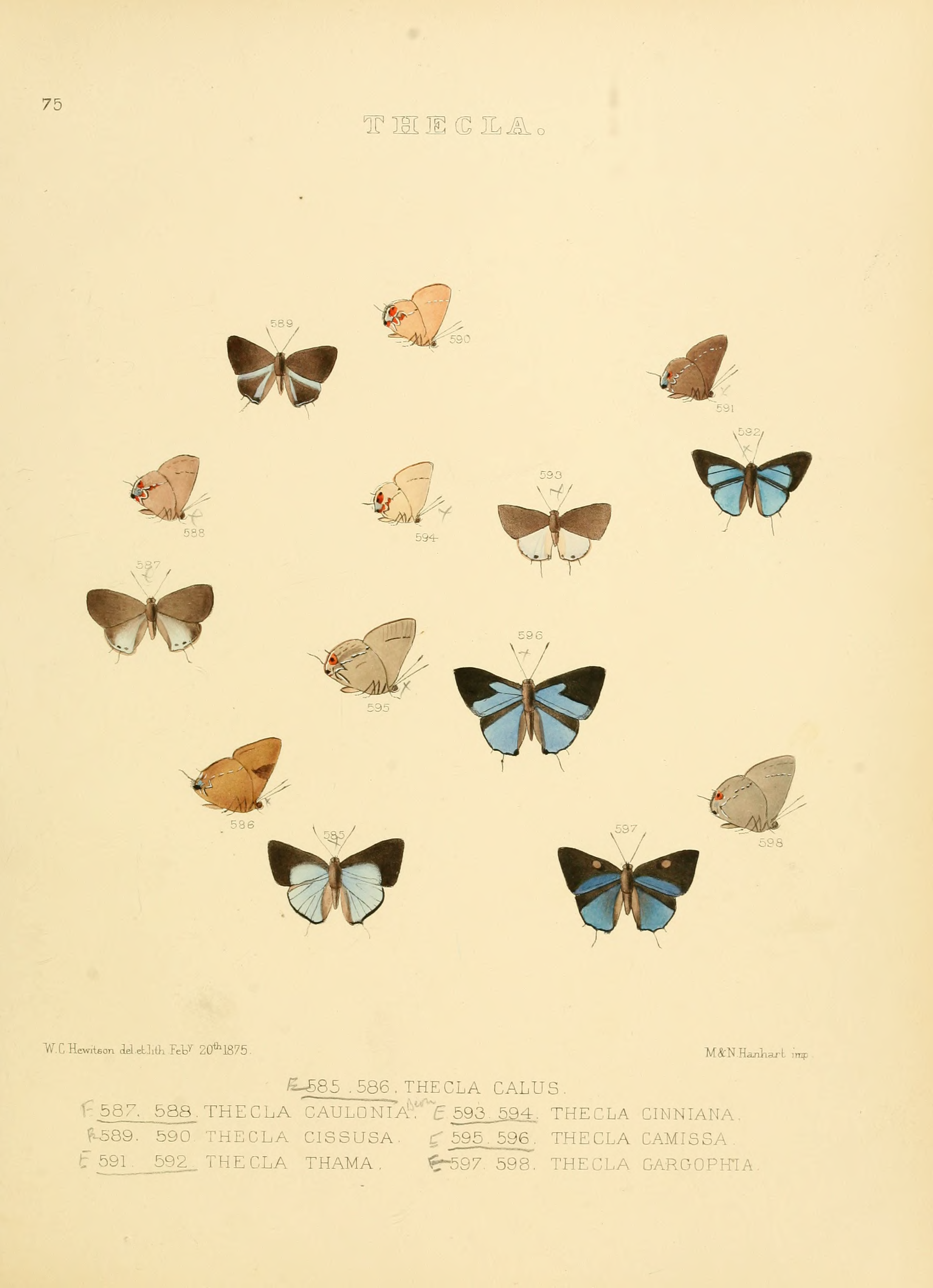
Some Calycopis in a plate from William Chapman Hewitson Illustrations of diurnal Lepidoptera: Lycaenidae 1865.

## Các loài
- Calycopis cecrops
- Calycopis isobeon